# Israël aux Jeux mondiaux de 2017
Cet article contient des informations sur la participation et les résultats d'Israël aux Jeux mondiaux de 2017 à Wrocław en Pologne.

## Médailles

### Or
| Sport             | Discipline | Sportifs |
| Médaille d'or : 0 |            |          |

### Argent
| Sport                 | Discipline | Sportifs     |
| Médaille d'argent : 1 |            |              |
| Gymnastique rythmique | Massues    | Linoy Ashram |

### Bronze
| Sport                                     | Discipline              | Sportifs                                                                                    |
| Médaille de bronze : 5 (+1 démonstration) |                         |                                                                                             |
| Gymnastique acrobatique                   | Hommes - Groupe         | Israël- Lidar Dana (he) - Yannay Kalfa (he) - Efi Efraim Sach (he) - Daniel Uralevitch (he) |
| Gymnastique rythmique                     | Cerceau                 | Linoy Ashram                                                                                |
| Ju-jitsu                                  | Hommes - Ne-waza -69 kg | Evyatar Paperni                                                                             |
| Muay-thaï                                 | Femmes -60 kg           | Nili Block (en)                                                                             |
| Ski nautique et wakeboard                 | Hommes - Wakeboard      | Guy Firer                                                                                   |
| Kick-boxing (dem.)                        | Hommes 71 kg            | Itai Gershon                                                                                |